# Няжлову (Джурджу)
Няжлову (рум. Neajlovu) — село у повіті Джурджу в Румунії. Входить до складу комуни Клежань.
Село розташоване на відстані 30 км на південний захід від Бухареста, 49 км на північ від Джурджу, 149 км на південь від Брашова.

## Населення
За даними перепису населення 2002 року у селі проживали 620 осіб. Усі жителі села рідною мовою назвали румунську.
Національний склад населення села:
| Національність | Кількість осіб | Відсоток |
| -------------- | -------------- | -------- |
| румуни         | 613            | 98,9%    |
| цигани         | 7              | 1,1%     |